# Isothrix
Isothrix är ett släkte av däggdjur som ingår i familjen lansråttor.

## Arter
IUCN listar följande arter:
- Isothrix barbarabrownae, bor i en mindre region i Perus Anderna.
- Isothrix bistriata, lever öster om Anderna från södra Colombia till norra Bolivia och västra Brasilien.
- Isothrix negrensis, förekommer i Amazonområdet i västra Brasilien samt i angränsande områden av Colombia.
- Isothrix orinoci, hittas i södra Venezuela samt i angränsande regioner av Brasilien och Colombia. Den listades fram till 2005 som underart till Isothrix bistriata.[3]
- Isothrix pagurus, har sin utbredning i centrala Amazonområdet.
- Isothrix sinnamariensis, är känd från enstaka fynd i regionen Guyana.

## Utseende och ekologi
Med en kroppslängd (huvud och bål) av 18 till 27,5 cm, en svanslängd av 17 till 30 cm och en vikt mellan 320 och 570 g är arterna medelstora lansråttor. Kännetecknande är den yviga svansen som liknar ekorrarnas svans. I motsats till flera andra lansråttor är pälsen mjuk, utan borstar eller taggar. Pälsfärgen varierar mellan brun, grå, gulbrun eller delvis orange. Med sina korta, breda fötter som är utrustade med böjda klor är arterna bra anpassade för livet i träden.
Dessa gnagare vilar vanligen i trädens håligheter som ofta ligger 10 meter över marken. De föredrar träd nära vattendrag i städsegröna skogar. En upphittad hona av arten Isothrix bistriata var dräktig med en unge.